# Cistin
Cistin je dimerna aminokiselina formirana oksidacijom dva ostatka cisteina koja su kovalentno vezana disulfidnom vezom. Ovo organosumporno jedinjenje ima formulu . Cistin je beli prah, koji se topi na 247-249 °. Otkrio ga je 1810 Vilijam Hid Volaston. Tek je 1899. bilo pokazano da se cistin može dobiti iz proteina. Te godine je bio izolovan iz goveđih rogova. Putem formiranja disulfidnih veza unutar i između molekula proteina, cistin je značajan determinant tercijarne strukture većine proteina. Na primer, disulfidno vezivanje, zajedno sa vodoničnim vezama i hidrofobnim interakcijama, je parcijalno odgovorno za formiranje glutenske osnove hleba. Ljudska kosa sadrži približno 5% cistina po masi.

## Osobine i nutricioni aspekti
Disulfidna veza se lako redukuje i daje korespondirajući tiol cistein. Ova reakcija je tipično ostvaruje sa tiolima kao što su merkaptoetanol ili ditiotreitol.
Iz tog razloga, nutriciona korist i izvori cistina su identični sa cisteinom. Disulfidne veze se otvaraju brže na višim temperaturama..

## Literatura
- „Cystine”. Encyclopædia Britannica. 2007.